# Внутренняя мозговая вена
Парные Внутренние мозговые вены (они же глубокие вены мозга) собирают кровь от глубоких внутренних отделов больших полушарий головного мозга. Каждая из них формируется вблизи межжелудочковой перегородки за счёт слияния терминальной (верхней таламостриарной) и хориоидальной (ворсинчатой) вен.
Внутренние мозговые вены обоих полушарий идут назад параллельно одна другой, между слоями сосудистой ткани третьего желудочка головного мозга, и возле валика мозолистого тела соединяются, образуя короткую толстую ветвь - вену Галена. Перед соединением их в вену Галена, в каждую из них впадает соответствующая базальная вена.

## Дополнительные материалы
- Diagram at radnet.ucla.edu
- http://neuroangio.org/venous-brain-anatomy/deep-venous-system/